# Almamellék
Almamellék (em alemão:   Homeli, Homelk) é uma vila da Hungria, situada no condado de Baranya. Tem 44,33 km² de área e sua população em 2019 foi estimada em 381 habitantes.